# Лакуна Мельгир

Изображение лакуны Мельгир, основанное на радиолокационном зондировании аппаратом Кассини (псевдоцвета).

Лакуна Мельгир (англ. Melrhir Lacuna) — лакуна, находящаяся на поверхности самого крупного спутника Сатурна — Титана, по координатам 64°54′ с. ш. 147°24′ в. д. / 64,9° с. ш. 147,4° в. д.. Лакуна (лат. lacuna) — похожее на озеро формация, которая при радарном зондировании имела слабое поглощение радиоволн, что говорит об её малой глубине, либо полном отсутствии жидкости.
Диаметр лакуны составляет 23 км. При помощи радара Кассини оно было обнаружено в 2007 году.
Названо в честь земного пересыхающего озера Шотт-Мельгир, расположенного на территории Алжира.